# フランスの省
フランスにおいて、省（しょう、フランス語: ministère）とは、政府に直属する行政機関である。政府の構成員たる大臣が省の長となる。

## 歴史
アンシャン・レジームにおいては、それぞれの国務卿（secrétaire d'État）がその権限に応じて行政機関を所管していた。
フランス革命期に、ministre（大臣）およびministère（省）という語が徐々に一般的となり、1791年憲法では6の大臣および省（司法、内務、税務・国庫収入、海軍、陸軍、外務）が規定された。これらの省は1794年4月に一旦廃止されたが、1795年に再び設置された。
当時、大部分の省はより小規模な形態で存在していたが、20世紀、福祉国家の展開とともに、多数の人材を雇用する大規模な省が次々と現れるようになった（社会問題省、国民教育省、産業省、郵政省など）。
省の名称および公式の序列は多くの場合、その時々の政府の政策を反映している。省の設置、再編、統合（まれ）も同様に、社会の変化に対応して行われる。例えば、都市計画省と公共事業省の統合による設備省の設置（1966年）、環境省の設置（1970年代）、女性権利省の設置（1981年）、連帯経済省の設置などがある。

## 組織
省（ministère）という語および概念について、現行憲法に規定はない。憲法は、首相、その他の大臣およびその他の機関（大統領、国会、国務院など）の関係について、極めて大まかに規定するのみである。憲法上、行政府の組織については政府自身の権限に属し、その組織は理論上、関係者を保護する法律を遵守する限りにおいて、自由に変更することができる。
しかし、憲法は特に、知事、大学区長、および中央行政機関の局長などの職について言及していることから、憲法は省の一連の組織（中央行政機関、県庁（したがって間接的に、知事を長とする地方出先機関）、および大学区）を暗に認めていると言える。
省は、国務院の議を経たデクレ（décret en Conseil d'État）により設置される。このデクレの効力は、たとえ組閣によって省の名称のみならず権限や管轄領域までも変更されたとしても変わらずに存続する。この場合は新たなデクレによって、省の統合や分割が起こり得る。
国務院は、省の永続性を保証する。あらゆる変更事項は国務院の承認を要するほか、国務院は最高行政裁判所として、しばしば省の設置以前、あるいは第五共和政の成立以前に生じた古い問題についての決定事項を、どの省に実施させるかを指定する。
省の命名方法には以下の2通りがある。
「……省（ministère de ...）」
例: 内務省、農務省
大規模な省の場合、言い回しの変遷とは無関係に、恒久的な名称が用いられる。ただし、省の正式名称、権限および管轄領域は頻繁に変更される。
「……担当省（ministère chargé de ...）」
例: 退役軍人担当省

## 職務
行政府内において、初めはトップに集中していた権限は、以下のようにして徐々に分散していく。
法律またはデクレによる、特定の権限を備えた自治組織の設立
すなわち、政府が他の機関（例えば、国の公施設法人）に一定の権限を委譲することである。
組閣
首相は、必要があれば自ら欠陥を補い対立を仲裁することを条件に、大臣に権限と活動領域を与える。
各大臣による、他の者への権限の付与
これは、大臣が一人ですべてをなすことは不可能だからである。こうして、省が設置される。
省の基本的な職務は以下の2つである。
政策（具体的には、規範文書、法律、命令および決定）の立案およびその実施の監督
これらは省の中央行政機関（administration centrale）の職務である。
政策の実施
これは省の地方出先機関（service déconcentré）または全国管轄部局（service à compétence nationale）の職務である。
さらに、省は自らの財産（職員、金銭など）を管理するほか、その管轄領域内において、固有の権限を与えられた機関を管理、監督する。

## 内部組織
省の内部組織は一般に以下のようになっている。
大臣（ministre）
省の長は大臣（または国務大臣（ministre d’État））である。近年の省庁再編によって、「スーパー省庁」内務省からの省の分離が進み、担当大臣（ministre délégué）、副大臣（secrétaire d'État）または大臣付大臣（ministre auprès d'un ministre）に省の一部門の監督を委任するケースが増加した。
大臣官房（cabinet ministériel）
大臣はその職務において、大臣官房の補佐を受ける。大臣官房の職員は大臣に直属し、いつでも罷免し得る。彼らは必ずしも公務員ではなく、また任命によって公務員の身分が与えられることもない。大臣官房は大臣の本来政治的な活動を補佐すると同時に、省の各部局の行動指針となる政策を確立する。
事務総局（secrétariat général）
現在では大部分の省に事務総局が設置されている。事務総長は省の後方支援部局を所管し、省の各部局の活動の専門的な調整を行う。
部局
いわゆる部局は、省庁再編以来、一般に3段階よりも4段階（総局（direction générale）、局（direction）または部（service）、部（sous-direction）、ならびに課（bureauまたはpôle））に区分される。どの語を用いるかは、省および時代によって異なる。
代表部（mission）または委員会（délégationまたはcommissariat）
これらは一般に、横断的または局所的な任務を帯びた、より小規模かつ短期的な部局を意味する。
監督局（inspection）
監督局は特別な任務を帯び、大臣に直属する。
地方出先機関（service déconcentré）
地方においては、地方出先機関が地域圏レベルおよび県レベルに（一般に、地域圏庁または県庁の付近に）設置されている。

## 省の一覧
| 省                                           | 局・総局・事務総局 |
| -------------------------------------------- | --- |
| （首相）                                     | 政府事務総局 国防・国家安全保障事務総局 海洋事務総局 投資事務総局 行政・公務員総局                                                                              |
| 内務・海外領土省                             | 地方自治体総局 国家警察総局 国内治安総局 国家憲兵総局 民間防衛・危機管理総局 海外総局 内務省事務総局                                                            |
| 生態学的移行および領土結束省                 | 整備・住宅・自然総局 エネルギー・気候総局 インフラストラクチャー・運輸・海洋総局 民間航空総局 危険予防総局 漁業・水産業局 エコロジー・持続可能な開発省事務総局  |
| エネルギー転換省                             | 整備・住宅・自然総局 エネルギー・気候総局 インフラストラクチャー・運輸・海洋総局 民間航空総局 危険予防総局 漁業・水産業局 エコロジー・持続可能な開発省事務総局  |
| 司法省                                       | 司法機関局 民事・印璽局 刑事・恩赦局 刑務管理局 青少年司法保護局 司法省事務総局                                                                                 |
| 軍事省                                       | 統合参謀総長 装備総局 管理事務総局 対外治安総局 デジタル・情報システム・通信総局 国際関係・戦略総局                                                             |
| ヨーロッパ・外務省                           | 政治・安全保障総局 グローバリゼーション・開発・パートナーシップ総局 行政近代化総局 外務省事務総局                                                               |
| 保健予防省                                   | 保健総局 医療総局 社会的団結総局 労働総局 社会保障局 社会問題担当大臣事務総局                                                                                   |
| 労働・雇用・社会復帰省                       | 保健総局 医療総局 社会的団結総局 労働総局 社会保障局 社会問題担当大臣事務総局                                                                                   |
| 連帯・自立・障害者省                         | 保健総局 医療総局 社会的団結総局 労働総局 社会保障局 社会問題担当大臣事務総局                                                                                   |
| 文化省                                       | 文化財総局 芸術創造総局 メディア・文化産業総局 文化省事務総局                                                                                                   |
| 経済・財務・復興省                           | 財務総局 国立統計経済研究所総局 競争・消費・不正防止総局 予算局 財政総局 関税・間接税総局 企業総局 デジタル省間局 公共政策・機関転換省間局 経済・財務省事務総局 |
| 改革・公務省                                 | 財務総局 国立統計経済研究所総局 競争・消費・不正防止総局 予算局 財政総局 関税・間接税総局 企業総局 デジタル省間局 公共政策・機関転換省間局 経済・財務省事務総局 |
| 国民教育・若者省                             | 学校教育総局 高等教育・就職総局 研究・イノベーション総局 青少年・民衆教育・共同生活局 スポーツ局 国民教育・高等教育・研究省事務総局                             |
| 高等教育・研究・イノベーション省             | 学校教育総局 高等教育・就職総局 研究・イノベーション総局 青少年・民衆教育・共同生活局 スポーツ局 国民教育・高等教育・研究省事務総局                             |
| スポーツ・オリンピック・パラリンピック競技省 | 学校教育総局 高等教育・就職総局 研究・イノベーション総局 青少年・民衆教育・共同生活局 スポーツ局 国民教育・高等教育・研究省事務総局                             |
| 農業・食料省                                 | 経済業績・事業環境総局 食品総局 教育・研究総局 農業・食料省事務総局                                                                                             |

## 各省の所在地
各省の大臣官房は一般に、またしばしば中央行政機関の部局とともに、パリにある古い貴族の邸宅内に所在する。
邸宅内の各部屋は各部局に、また時には官舎に割り当てられる。
政府事務総局（secrétariat général du gouvernement）は内閣が交代するたびに、各大臣官房に庁舎を割り当てる。
2014年に成立したマニュエル・ヴァルス内閣における各省の大臣官房の所在地は以下の通りである。
| 名称 | 名称               | 所在地                                | 使用する省                                | 備考                                      |
| ---- | ------------------ | ------------------------------------- | ----------------------------------------- | ----------------------------------------- |
|      | マティニョン館     | パリ7区 ヴァレンヌ通り57番地          | 首相                                      | 1935年から使用                            |
|      | 外務省庁舎         | パリ7区 オルセー河岸37番地            | 外務・国際開発省                          | 1856年から使用                            |
|      | ロクロール館       | パリ7区 サン＝ジェルマン大通り246番地 | エコロジー・持続可能開発・エネルギー省    | 1839年から公共事業省、および設備省が使用  |
|      | ロシュシュアール館 | パリ7区 グルネル通り110番地           | 国民教育・高等教育・研究省                | 1829年から使用                            |
|      | ブールヴァレ館     | パリ1区 ヴァンドーム広場13番地        | 司法省                                    | 1718年から使用                            |
|      | 経済・財務省庁舎   | パリ12区 ベルシー通り139番地          | 財務・公会計省 経済・生産再建・デジタル省 | 1988年から使用                            |
|      | 厚生省庁舎         | パリ7区 デュケヌ大通り14番地          | 厚生省                                    |                                           |
|      | シャトレ館         | パリ7区 グルネル通り127番地           | 労働・雇用・労使対話省                    | 1906年から使用                            |
|      | ブリエンヌ館       | パリ7区 サン＝ドミニク通り14番地      | 国防省                                    | 1817年から使用 2015年にバラールに移転予定 |
|      | ボーヴォー館       | パリ8区 ボーヴォー広場                | 内務省                                    | 1861年から使用                            |
|      | ブロイ館           | パリ7区 サン＝ドミニク通り35番地      | 女性権利・都市・青少年・スポーツ省        | 2012年5月から使用                         |
|      | セニュレー館       | パリ7区 リール通り80番地              | 地方分権・国家改革・公務員省              | 2012年5月から使用                         |
|      | パレ・ロワイヤル   | パリ1区 ヴァロワ通り3番地             | 文化・通信省                              | 1959年から使用                            |
|      | ヴィルロワ館       | パリ7区 ヴァレンヌ通り78番地          | 農業・農産物加工業・林業省                | 1881年から使用                            |
|      | カストリー館       | パリ7区 ヴァレンヌ通り72番地          | 住宅・地域間平等省                        | 2012年5月から使用                         |
|      | モンモラン館       | パリ7区 ウディノ通り27番地            | 海外県・海外領土省                        | 1910年から植民地省が使用                  |